# Еник тип B1
Еник тип B1 (фр. Unic Type B1) је аутомобил произведен 1905. године од стране француског произвођача аутомобила Еник. 